# Mama Corleone
Carmella Corleone (d. 1959) este un personaj fictiv în romanul lui Mario Puzo, Nașul. Este nevasta lui Don Vito Corleone. Nici în carte, nici în filme nu i se specifică numele, fiind numită doar „Mama”. În filme este interpretată de Morgana King, care este mai cunoscută ca și cântăreață, în Nașul demonstrându-și calitățile vocale la nunta lui Connie.